# Norbert Wiener

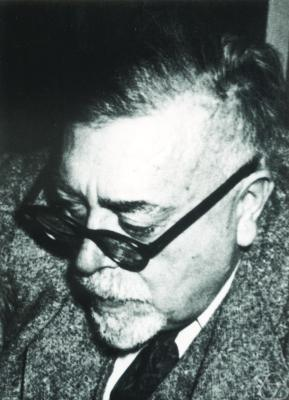
Norbert Wiener

Norbert Wiener (* 26. November 1894 in Columbia, Missouri; † 18. März 1964 in Stockholm) war ein US-amerikanischer Mathematiker und Philosoph. Wiener lieferte fundamentale Beiträge zur Stochastik. Er ist als Begründer der Kybernetik bekannt, ein Ausdruck, den er in seinem Werk Cybernetics or Control and Communication in the Animal and the Machine (1948) prägte. Er schuf damit die wissenschaftliche und mathematische Basis für die Kontrolltheorie und Regelungstechnik zur Berechnung der Dynamik und Stabilität von rückgekoppelten Systemen und beschrieb deren Analogien zum menschlichen Gehirn (aufgrund der Rückkopplung durch Sinnesorgane) und zu sozialen Organisationen (aufgrund der Rückkopplung durch Kommunikation und Beobachtung).

## Biografie

### Frühe Jahre
Norbert Wiener wurde in Columbia, Missouri, als erstes Kind des jüdischen Ehepaares Leo und Bertha Wiener geboren. Sein Vater war Professor für slawische Sprachen an der Harvard-Universität. Der Sohn wurde vorwiegend zu Hause erzogen und galt als Wunderkind, denn er war schon sehr früh insbesondere an Fremdsprachen interessiert. Allerdings besaß er keine technischen Fähigkeiten, seine Aktivitäten auf dem Gebiet der Technik waren stets theoretischer Natur. 1903 trat er in die Ayer High School in Massachusetts ein, die er bereits 1906 abschloss.:7–21
Im September 1906, im Alter von 11 Jahren, trat er in das Tufts College ein, um Mathematik zu studieren. Er schloss dort 1909 ab und wechselte an die Harvard-Universität. Dort studierte er Zoologie, wechselte aber 1910 an die Cornell-Universität, um Philosophie zu studieren. Er kehrte dann wieder nach Harvard zurück und schloss dort 1912 seine Dissertation über mathematische Logik ab.
Von Harvard wechselte er nach Cambridge, England, um bei Bertrand Russell und Godfrey Harold Hardy weiterzustudieren. 1914 war er in Göttingen bei David Hilbert und Edmund Landau. Dann kehrte er nach Cambridge und dann in die USA zurück. Von 1915 bis 1916 unterrichtete er Philosophie in Harvard, arbeitete für General Electric und für die Encyclopedia Americana. Ab 1918 arbeitete er auf Einladung von Oswald Veblen für das Militär auf dem Aberdeen Proving Ground, einem Erprobungsgelände für ballistische Versuche in Maryland. Er blieb bis zum Kriegsende in Maryland.

### Massachusetts Institute of Technology
Ab 1919 wurde er auf Empfehlung von William Fogg Osgood Instructor am MIT, an dem er 1924 Assistant Professor, 1929 Associate Professor und 1932 Professor wurde und bis zu seiner Emeritierung blieb. Dabei pflegte er zahlreiche internationale Kontakte, die zu vielen Reisen in den USA, nach Mexiko, Europa und Asien Anlass gaben, wobei ihm seine Sprachbegabung (zehn Sprachen) zugutekam. 1926 wurde er in die American Academy of Arts and Sciences gewählt. Im selben Jahr heiratete er Margaret Engemann und kehrte als Guggenheim-Stipendiat nach Europa zurück. Er arbeitete die meiste Zeit in Göttingen (bei Max Born) und mit Hardy in Cambridge, war aber auch in Paris bei Paul Lévy. 1933 erhielt er den Bôcher Memorial Prize. 1950 hielt er einen Plenarvortrag auf dem Internationalen Mathematikerkongress in Cambridge (Massachusetts) (A comprehensive view of prediction theory) und ebenso 1936 in Oslo (Gap theorems). Zu seinen Doktoranden am MIT zählte Norman Levinson.
Wiener starb auf einer Vortragsreise 1964 in Stockholm.
Ein Mondkrater wurde 1970 nach ihm benannt.

## Werk

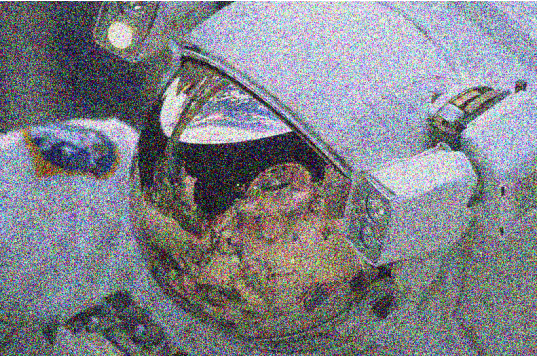
Verrauschtes Bild eines Astronauten

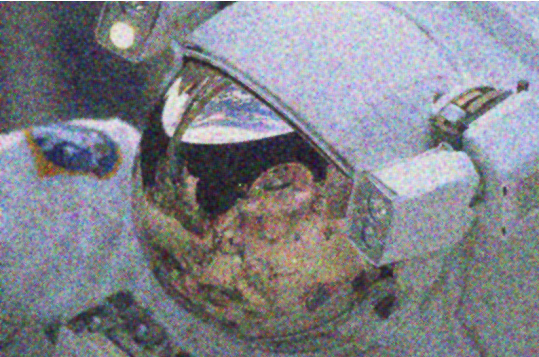
Verrauschtes Bild eines Astronauten nach Anwendung des Wiener-Filter

Außer seinen Beiträgen zur reinen Mathematik ist er besonders als Pionier der Kybernetik bekannt. Diese Beiträge fielen in die Anfangsphase elektronischer Rechenmaschinen ab den 1940er Jahren.

### Reine Mathematik
Er beschäftigte sich mit der mathematischen Analyse des Verhaltens zielsuchender Systeme, insbesondere mit Stochastik, harmonischer Analysis und Funktionentheorie, darunter mit der brownschen Molekularbewegung, deren Verteilung er 1923 auf dem klassischen Wiener-Raum herleitete, dem Fourierintegral, dem Dirichlet-Problem und den Tauber-Theoremen. Nach Norbert Wiener sind der Wiener-Filter, der Wiener-Prozess, die Wiener-Chaos-Zerlegung und die Wiener-Wurst (Wiener Sausage) benannt, bei letzterem wird eine offene Kugel betrachtet, deren Zentrum eine brownsche Bewegung vollzieht. Er bewies den Satz von Paley-Wiener, den Satz von Paley-Wiener-Zygmund, den Satz von Wiener-Ikehara, das Wiener-Chintschin-Theorem und das Überdeckungslemma von Wiener. Den Satz von Wiener, welcher auf einer 1932 von ihm verfassten Arbeit über die Reihenentwicklung von Kehrwerten bestimmter Fourier-Reihen basiert, bewies 1941 der sowjetische Mathematiker I. M. Gelfand.

### Wiener-Filter
In den 1920er Jahren beschäftigte sich Norbert Wiener intensiv mit Lösungen für stochastische Vorgängen, u. a. der Brownschen Bewegung, die er 1923 als Wiener-Prozess erstmals mathematisch modellierte. Auf Basis dieser theoretischen Arbeiten modellierte er in den 1940er Jahren das Verhalten von Messsignalen, die aufgrund von Schrotrauschen und anderen externen Einflüssen gestört wurden, wie z. B. bei schwachen und daher hochverstärkten Radarsignalen. Als Ergebnis beschrieb er ein Verfahren für die optimale Rauschunterdrückung durch den Wiener-Filter mit minimaler mittlerer quadratischer Abweichung.:201–203 Da es auch parallel und unabhängig dazu vom sowjetischen Mathematiker Andrei Kolmogorow entwickelt wurde, ist es auch als Wiener-Kolmogoroff-Filter bekannt.:214

### Kybernetik

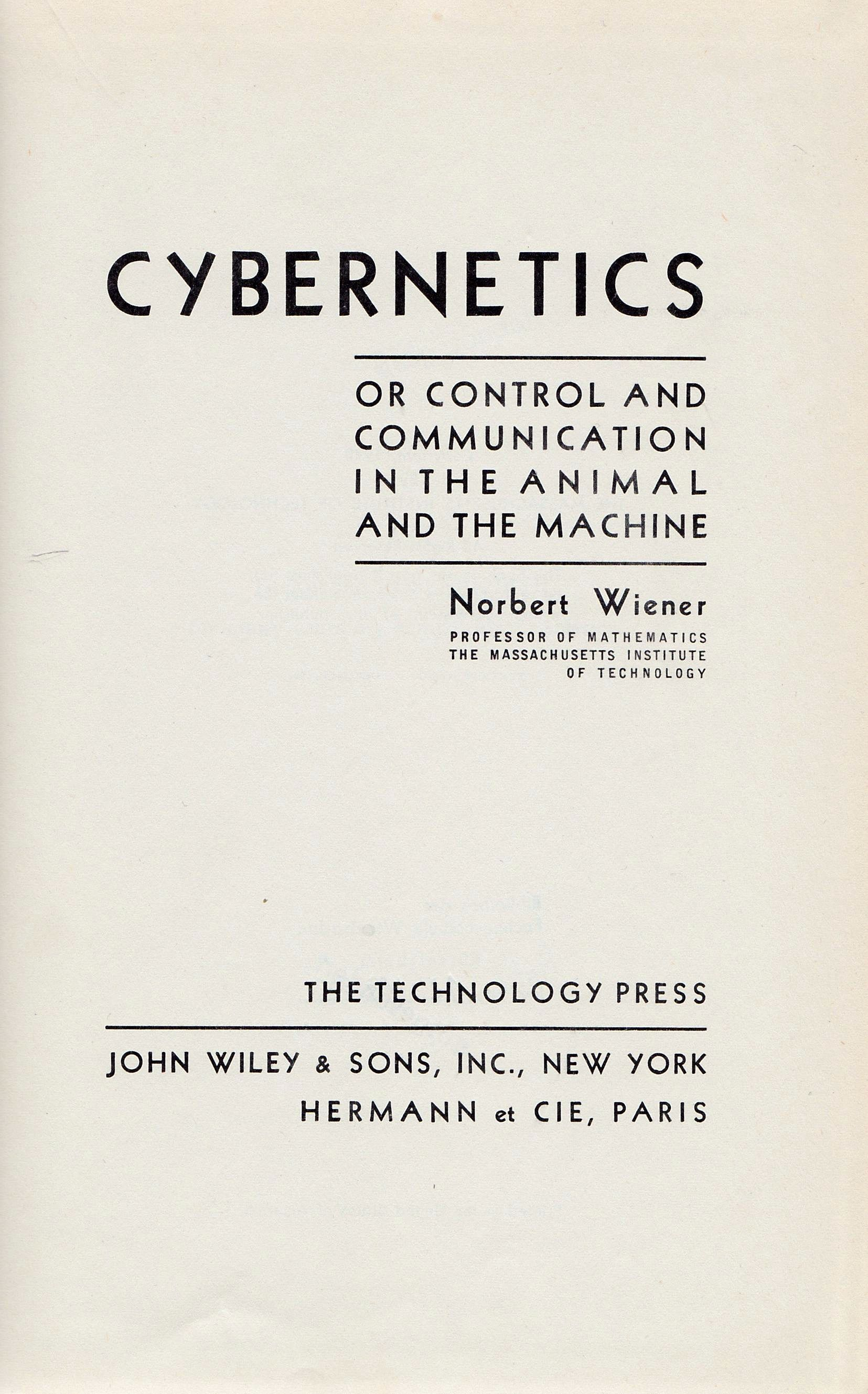
Titelblatt von Wieners 1948 erschienenem Werk Cybernetics or Control and Communication in the Animal and the Machine

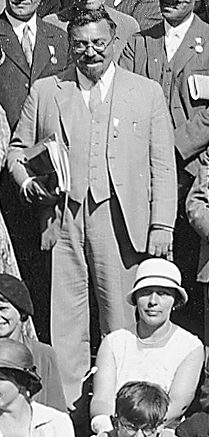
Norbert und Margaret Wiener auf dem Internationalen Mathematikerkongress in Zürich 1932

Im Zuge seiner Beschäftigung mit der automatischen Zielsteuerung und dem automatischen Abfeuern von Flugabwehrgeschützen entwickelte er ein Modell, mit dem die Flugbahn eines Flugzeugs aufgrund der Analyse des Verhaltens eines sich verfolgt wissenden Piloten vorhergesagt werden kann.:204–208 Während des Zweiten Weltkriegs führten ihn die Weiterentwicklung der Nachrichtentechnik und die Kommunikationstheorie zur Kybernetik. Deren Geburtsstunde lag im Jahr 1943, als er sich mit John von Neumann, Ingenieuren und Neurowissenschaftlern in einem interdisziplinären Treffen mit den Gemeinsamkeiten zwischen dem Gehirn und Computern beschäftigte.:147–151 1947 einigte er sich mit anderen Wissenschaftlern auf den Begriff „Cybernetics“ und eine einheitliche Terminologie. Es sollte eine Einheit von Problemen betrachtet werden aus dem Gebiet der Regelungen und der statistischen Mechanik, wie sie sowohl in technischen Systemen als auch bei lebenden Organismen bedeutsam waren. Das Buch Cybernetics or Control and Communication in the Animal and the Machine erschien 1948 nahezu gleichzeitig in New York und Paris. Er erläuterte darin die Parallelen zwischen organischer und anorganischer Informationsverarbeitung. Ein Beispiel ist der Regelkreis, den man in Dampfmaschinen und Thermostaten wie im menschlichen Körper entdecken kann. „Cybernetics“ verglich auch schon das Gehirn mit den 1948 existierenden elektronischen Analog- und Digitalrechnern zur Lösung partieller Differentialgleichungen. Gegen Ende brachte er eine bissige Kritik zu der sich abzeichnenden Informationsgesellschaft und schloss mit einer Notiz über Schachprogramme.
Wiener skizzierte die vorhersehbaren und immer noch existierenden Probleme der Relevanz von statistischen Auswertungen mit Hilfe von Big Data und Data-Mining und der Gefahr von Scheinkorrelationen mit klarem Blick wie folgt:

„Ich möchte beiläufig erwähnen, daß der moderne Apparat der Theorie kleiner Stichproben, jedenfalls, wenn er über die Bestimmung der eigenen, speziell definierten, Parameter hinausgeht und zu einer positiven statistischen Schlußmethode für neue Fälle wird, mir kein Zutrauen gibt, wenn er nicht von einem Statistiker angewandt wird, dem die Hauptelemente der Dynamik der Situation entweder explizit bekannt sind oder der sie implizit fühlt.“

Angesichts superschneller Rechenautomaten, wie er den ersten Universalrechner ENIAC einschätzte, nahm er Ideen der Künstlichen Intelligenz vorweg und machte sich früh Gedanken über die Grenzen maschineller Mustererkennung:

„Wie erkennen wir die Identität der Gesichtszüge eines Menschen, ob wir ihn im Profil sehen, im Halbprofil oder von vorn? Wie erkennen wir einen Kreis als einen Kreis, ob er groß oder klein ist, nahe oder weit entfernt, ob er nun auf einer Ebene senkrecht zur Blickrichtung zum Mittelpunkt liegt und als Kreis zu sehen ist oder irgendeine andere Orientierung hat und als Ellipse zu sehen ist? Wie sehen wir Gesichter, Tiere und Landkarten in Wolken oder in den Flecken des Rorschach-Testes?“

1949 konstruierten Norbert Wiener und Henry Singleton eine heliotrope Maschine, einen Roboter auf drei Rädern, die Palomilla (span. Motte). Diese Maschine konnte sich mithilfe einer internen Steuerung auf Licht zubewegen wie eine Motte oder sich vor Licht verkriechen wie eine Wanze, denn:
„[...] Palomilla war mit technischen Sinnesorganen ausgestattet, die die Lichtintensität aus der Umwelt aufnahmen und als Information, also Signal weitergaben an eine schwachstromgespeiste Steuerung, die ihrerseits die mit Starkstrom betriebenen motorischen Teile lenkte. Wenn sich das Gerät bewegte, änderte sich wiederum die Ausrichtung seiner sensorischen Elemente und steuerten so, je nach Position, die Bewegungsmotorik neu aus. So simulierte die Palomilla als eines der ersten künstlichen Lebewesen Verhalten im integrierten Kreislauf.“
Palomilla entstand zeitgleich mit den kybernetischen Robotern, die der Neurologe William Grey Walter in England konstruierte. Diese wurden wegen ihres Aussehens und der langsamen Bewegungen Schildkröten genannt und übertrafen noch die Palomilla von Wiener und Singleton, weil sie durch statistische Vorhersagen aufgrund gleichbleibender Handlungsabläufe das Muster ihres gesamten Verhaltensschemas ändern, also lernen konnten. Beide wurden neben stationären Lernmaschinen als der wichtigste Beitrag der Wissenschaft zur Künstlichen Intelligenz gesehen.
Wiener verfolgte stets einen realistischen Ansatz, so auch in seiner letzten Schrift: God & Golem, Inc.; A Comment on Certain Points Where Cybernetics Impinges on Religion. Er war optimistisch bei neuen technischen Möglichkeiten, etwa der Steuerung von Prothesen als Ersatz für Gliedmaßen und Sinnesorgane; ein Eingreifen in gesellschaftliche, insbesondere ökonomische Prozesse hielt er hingegen für schwierig.
Norbert Wiener ergänzte 1961 sein Kybernetik-Grundlagenbuch um zwei weitere Kapitel: Über lernende und sich selbst reproduzierende Maschinen:241–256 sowie Gehirnwellen und selbstorganisierende Systeme.:257–284 Er greift darin die Magie von Goethes Zauberlehrling auf und äußerte sich sehr kritisch zu den Wohltaten der lernenden Maschine:

„Wenn wir eine Maschine programmieren, um einen Krieg zu gewinnen, müssen wir gut nachdenken, was wir mit Gewinnen meinen. Eine lernende Maschine muss durch Erfahrung programmiert werden. Die einzige Erfahrung eines nuklearen Krieges, der nicht katastrophal unmittelbar ist, ist die Erfahrung eines Kriegsspieles. Wenn wir diese Erfahrung als Richtschnur für unser Vorgehen in einem wirklichen Ernstfall benutzen müssen, müssen die Werte des Gewinnens, die wir bei den programmierenden Spielen benutzt haben, die gleichen Werte sein, die wir im Inneren beim Ausgang eines echten Krieges gemeint haben. Wir können darin nur zu unserem unmittelbaren, äußersten und unentrinnbaren Verderben irren. Wir können nicht erwarten, daß die Maschine uns in solchen Vorurteilen und gefühlsmäßigen Kompromissen folgt, die uns in die Lage setzen, Zerstörung mit dem Namen des Sieges zu benennen. Wenn wir nach dem Sieg fragen und nicht wissen, was wir mit ihm meinen, werden wir das Gespenst finden, das an unsere Tür klopft.“

Aus dem Begriff cybernetics entstand der verkürzte Begriff cyber, der ab den 1970ern für einen Großrechner von Control Data Corporation verwendet wurde. Später wurde Cyber zum Oberbegriff für Anwendungen der virtuellen Realität (wie Cyberspace:411–425 und Cyberkrieg:362–383) sowie allgemeiner bezogen für Computeranwendungen wie Cyberkriminalität und Cybersicherheit und schließlich für Cyborgs als Mischwesen aus Mensch und Menschmaschine.

### Philosophie
Wiener bemühte sich, wissenschaftliche Ideen speziell der Kybernetik mit der Philosophiegeschichte zu verbinden, wobei ihn Baruch Spinoza und Gottfried Wilhelm Leibniz besonders beeinflussten.:16 In seinem populärwissenschaftlichen Werk The Human Use of Human Beings – Cybernetics and Society beklagte er die gesellschaftlichen Zustände in den USA und die Haltung einflussreicher Kreise.
„Denken wir daran, dass die automatische Maschine, was auch immer wir von Gefühlen halten, die sie haben oder nicht haben kann, das genaue wirtschaftliche Äquivalent der Sklavenarbeit ist. Jede Arbeit, die mit Sklavenarbeit konkurriert, muss die wirtschaftlichen Bedingungen der Sklavenarbeit akzeptieren.“

### Politische Haltung
Während des Zweiten Weltkriegs arbeitete Wiener an militärischen Projekten mit, u. a. für die Filterung von Radarsignalen und die Berechnung der Bahnkurven zur Abwehr von angreifenden Flugzeugen und Lenkwaffen. Doch nach dem Kriegsende zeigte sich Wiener zunehmend besorgt über die politische Einmischung in die wissenschaftliche Forschung und die Militarisierung der Wissenschaft. Im Dezember 1946 distanzierte er sich in einem offenen Brief von der weiteren Mitwirkung an militärischen Projekten:

„The policy of the government itself during and after the war, say in the bombing of Hiroshima and Nagasaki, has made it clear that to provide scientific information is not a necessarily innocent act, and may entail the gravest consequences. One therefore cannot escape reconsidering the established custom of the scientist to give information to every person who may inquire of him. The interchange of ideas which is one of the great traditions of science must of course receive certain limitations when the scientist becomes an arbiter of life and death.
For the sake, however, of the scientist and the public, these limitations should be as intelligent as possible. The measures taken during the war by our military agencies, in restricting the free intercourse among scientists on related projects or even on the same project, have gone so far that it is clear that if continued in time of peace this policy will lead to the total irresponsibility of the scientist, and ultimately to the death of science. Both of these are disastrous for our civilization, and entail grave and immediate peril for the public. […]
The experience of the scientists who have worked on the atomic bomb has indicated that in any investigation of this kind the scientist ends by putting unlimited powers in the hands of the people whom he is least inclined to trust with their use. It is perfectly clear also that to disseminate information about a weapon in the present state of our civilization is to make it practically certain that that weapon will be used. […]
I do not expect to publish any future work of mine which may do damage in the hands of irresponsible militarists.“

„Die Politik der Regierung während und nach dem Kriege, z.B. bei der Bombardierung von Hiroshima und Nagasaki, machte deutlich, dass die Bereitstellung wissenschaftlicher Informationen nicht selbstverständlich eine unschuldige Handlung ist, sondern schwerwiegende Konsequenzen nach sich ziehen kann. […] Der Ideenaustausch, eine der größten Traditionen der Wissenschaft, muss gewisse Einschränkungen erfahren, wenn der Wissenschaftler zum Schiedsrichter über Leben und Tod wird.
Im Interesse des Wissenschaftlers und der Öffentlichkeit sollten diese Beschränkungen jedoch so intelligent wie möglich sein. Die während des Krieges von unseren Militärbehörden ergriffenen Maßnahmen zur Einschränkung des freien Austauschs zwischen Wissenschaftlern, die an verwandten Projekten oder sogar an demselben Projekt arbeiten, gingen so weit, dass es klar ist, dass diese Politik, wenn sie in Friedenszeiten fortgesetzt wird, zur völligen Verantwortungslosigkeit der Wissenschaftler und letztlich zum Tod der Wissenschaft führen wird. Beides ist verhängnisvoll für unsere Zivilisation und bedeutet eine große und unmittelbare Gefahr für die Öffentlichkeit. […]
Die Erfahrung der Wissenschaftler, die an der Atombombe gearbeitet haben, zeigte, dass der Wissenschaftler bei jeder derartigen Untersuchung schlussendlich unbegrenzte Befugnisse in die Hände derjenigen legt, denen er am wenigsten deren Anwendung anvertrauen mag. Auch ist völlig klar, dass die Verbreitung von Informationen über eine Waffe beim gegenwärtigen Stand unserer Zivilisation praktisch die Gewissheit mit sich bringt, dass diese Waffe eingesetzt wird. […]
Ich werde zukünftig keinerlei Werke mehr veröffentlichen, die Schaden durch die Hände unverantwortlicher Militaristen anrichten können.“

Er weigerte sich danach, staatliche Mittel anzunehmen oder an militärischen Projekten zu arbeiten. Dies führte zu einem Zerwürfnis mit John von Neumann. 1948 bezog er in seiner Einführung von Kybernetik noch eindeutiger Stellung für seinen zukünftigen Forschungsschwerpunkt:

„The best we can do is to see that a large public understands the trend and the bearing of the present work, and to confine our personal efforts to those fields, such as physiology and psychology, most remote from war and exploitation.“

„Das Beste, was wir tun können, ist, dafür zu sorgen, dass eine breite Öffentlichkeit die Tendenz und die Bedeutung der gegenwärtigen Arbeit versteht, und unsere persönlichen Anstrengungen auf die Bereiche zu beschränken, die am weitesten von Krieg und Ausbeutung entfernt sind, wie Physiologie und Psychologie.“

Seine Äußerungen zur Arbeiterschaft (s. u.), Aufrüstung in Friedenszeiten, Ablehnung von Aufträgen zur Automatisierung entsprechend seiner kybernetischen Prinzipien und seine Weigerung zur Arbeit an militärischen Forschungsprojekten waren der Grund, dass das FBI seine Akte erst mit seinem Tod schloss.
1944 begann Wiener, über den Einfluss der Automatisierung auf den industriellen Produktionsprozess nachzudenken. Er sah die Möglichkeit, die Produktivität zu steigern, aber auch die Gefahr, die daraus für die Beschäftigten entstand. Einige seiner Gedanken veröffentlichte er in der Zeitschrift Atlantic Monthly, was ihm beträchtlichen Ärger eintrug, seine Arbeiten für das Militär unterlagen der Geheimhaltung. Nach dem Krieg sprach er Gewerkschaftsführer über seine Bedenken an, die aber wenig interessiert waren, es war eine Zeit der Vollbeschäftigung. Später sprach er auch auf Management-Kongressen, wo er viel Aufmerksamkeit fand. Die Manager erkannten sofort die Möglichkeit, Lohnkosten einzusparen; dies war nicht Wieners Absicht.
Norbert Wiener stammte zwar aus einer jüdischen Familie, aber weder er noch sein Vater oder Großvater gehörte der jüdischen Religion an. Als nach 1936 der Zustrom von Juden aus Deutschland und Europa zunahm, die vor den Nazis flohen, setzte er sich für sie ein. Er war erfreut, dass in der amerikanischen Öffentlichkeit zunehmend Sympathien für die Juden aufkam, war aber auch besorgt über Antisemitismus, der in einigen amerikanischen Kreisen ein Echo fand.

## Norbert-Wiener-Preis
Der Norbert-Wiener-Preis für Angewandte Mathematik wird alle drei Jahre (seit 2004, davor alle fünf Jahre) von der American Mathematical Society und der Society for Industrial and Applied Mathematics vergeben und ist mit 5000 Dollar dotiert. Er ist zu Ehren von Norbert Wiener benannt und 1967 gestiftet. 2019 wurde er an Marsha Berger verliehen.

## Trivia
Norbert Wiener war unter seinen Studenten als zerstreuter Professor bekannt. Einem Bericht zufolge verließ er 1964 um die Mittagszeit das Walker Memorial des MIT (damals Kantine und Studentenzentrum auf dem östlichen Campus) und blieb eine Weile stehen, um sich mit einigen Studenten zu unterhalten. Als er mit dem Gespräch fertig war und weitergehen wollte, fragte er sie: „Wollte ich vorhin zum Walker gehen oder kam ich von dort?“ Als man ihm antwortete, dass er von dort gekommen war, sagte er: „Gott sei Dank! Dann habe ich also schon Mittag gegessen.“

## Schriften (Auswahl)
- Differential-Space. In: Journal of Mathematics and Physics. Nr. 2, 1923.
- Generalized harmonic analysis. In: Acta Mathematica, Band 55, 1930, S. 117–258.
- Tauberian Theorems. In: Annals of Mathematics, Second Series, Band 33, 1932, S. 1–100.
- Mit Raymond E. A. C. Paley und Antoni Zygmund: Notes on random functions. Math Z 37, 647–668, 1933.
- The Fourier Integral and Certain of its Applications. Cambridge University Press, 1933, Reprint Dover 1988
- mit Raymond E. A. C. Paley: Fourier Transforms in the Complex Domain, American Mathematical Society 1934.
- Cybernetics or Control and Communication in the Animal and the Machine. MIT Press (und Hermann, Paris) 1948, 2. Auflage 1961 (deutsche Ausgabe: Kybernetik. Regelung und Nachrichtenübertragung im Lebewesen und in der Maschine. 1948).[7]
- Extrapolation, Interpolation and Smoothing of Stationary Time Series, Wiley / MIT Press 1949.
- The Human Use of Human Beings – Cybernetics and Society. Riverside Press, 1950 (Deutsche Ausgaben: Mensch und Menschmaschine – Kybernetik und Gesellschaft. Alfred Metzner Verlag, Frankfurt am Main 1952; als Taschenbuch: Ullstein Nr. 184, 1958; Neuauflage: Vittorio Klostermann GmbH, Frankfurt am Main 2022).
- Ex-Prodigy: My Childhood and Youth, MIT Press, 1953.
- I am a Mathematician. Gollancz, London 1956.
  - Deutsche Ausgaben: Mathematik – Mein Leben. Econ Verlag, 1962 und Fischer Taschenbuch Nr. 668, 1965; auch: Ich und die Kybernetik. Wilhelm Goldmann Verlag, Taschenbuch Nr. 2830 o. J. [ca. 1971].
- Nonlinear Problems in Random Theory. Wiley / MIT Press, 1958.
- The Tempter. Random House, 1959 (Deutsche Ausgabe: Die Versuchung. Geschichte einer großen Erfindung. Econ Verlag 1960). Als Roman verfasste Anklage gegen Industriespionage und Profitorientierung.
- God & Golem, Inc.: A Comment on Certain Points Where Cybernetics Impinges on Religion. MIT Press, 1964 (Deutsche Ausgabe: Gott & Golem Inc. Econ Verlag, 1965).
- Selected Papers of Norbert Wiener. MIT Press, SIAM 1964.
- Generalized harmonic analysis and Tauberian theorems. MIT Press, 1966.
- The Mathematical Work of Norbert Wiener. 4 Bände, Hrsg. P. Masani, MIT Press, 1976 bis 1984.
- Invention. The Care and Feeding of Ideas. MIT Press, 1993.